# Валтер Варлимонт
Валтер Варлимонт (на немски: Walter Warlimont) е генерал от артилерията на германския Вермахт. Заместник-началник на Главно командване на Вермахта. След войната е осъден по време на Върховния команден процес на доживотен затвор. През 1954 г. е освободен.

## Първа световна война и междувоенните години
Варлимонт е роден в Оснабрюк. През юни 1914 г., точно преди началото на Първата световна война, той е назначен за втори помощник-лейтенант в 10-ия пруски пехотен артилерийски полк, базиран в Елзас. По време на войната, той служи като артилерийски офицер във Франция и по-късно в Италия. В края на 1918 г. той служи в корпуса на генерал Лудвиг Маеркер.
В междувоенните години служи на различни военни роли. През 1922 г. служи в 6-и артилерийски полк и през 1927 г. като капитан, той е вторият адютант на генерал Вернер фон Бломберг. През май 1929 г. Варлимонт е част от американската армия за една година, за да изучава теорията на американската индустриална мобилизация по време на война. Това води до неговата служба между 1930 и 1933 г. като главен служител в секция „Индустриална мобилизация“ на германското министерство на отбраната. Той става шеф на отдела през 1935 г.
Между август и ноември 1936 г., след избухването на Испанската гражданска война, Варлимонт служи като министър на войната в правителството на испанския генерал Франсиско Франко в Испания. Райхският военен министър Вернер фон Бломберг нарежда Варлимонт да координира германската помощ в подкрепа на битката на Франко срещу испанските правителствени сили.
През 1937 г. той написва меморандума „Варлимонт“, в който се призовава за реорганизация на германските въоръжени сили под един щаб и един върховен командир. Планът е да се ограничи силата на високопоставените офицери в полза на Адолф Хитлер. Въз основа на този меморандум, Хитлер разработва Oberkommando der Wehrmacht (Високо командване на Вермахта), като Хитлер е върховен командир. Варлимонт е награден през 1939 г. с поста на заместник на генерал Алфред Йодл. През 1938 г. е повишен в полковник и става командир на 26-ия артилерийски полк.

## Втора световна война
В края на 1938 г. Варлимонт става старши офицер на оперативния щаб на генерал Вилхелм Кайтел. Това е желана длъжност, така че между септември 1939 г. и септември 1944 г. той е заместник-началник на оперативния щаб. Генерал Йодл е неговият висш офицер, който изпълнява функциите на началник на оперативния щаб, който отговаря за всички стратегически, изпълнителни и военни операции.
Докато служи на тази длъжност за планиране на военни операции, в началото на 1939 г. подпомага развитието на някои от германските военни планове за нашествие на Полша. На 1 септември 1939 г. германски военни сили нахлуват в Полша, като по този начин започват Втората световна война.
През 1940 г. става генерал-майор и подпомага развитието на плановете за нахлуване във Франция. По време на битката за Франция, на 14 юни 1940 г., Варлимонт с дръзки движения, моли пилота на личния си Fieseler Storch да кацне на Place de la Concorde в центъра на Париж. През 1941 г. той продължава да подпомага развитието на операции за нахлуване в СССР. Това печели повишението му в генерал-лейтенант през 1942 г.
Неговият напредък в ранговете приключва на 3 ноември 1942 г., когато той е освободен от работата си, след като младши офицер не успява да обработи послание от фелдмаршал Ервин Ромел достатъчно бързо. Само пет дни по-късно обаче, той е призован да посети френското правителство във Виши във Франция, за да координира защитата на колониалните територии от възможна окупация на съюзниците.
През февруари 1943 г. Варлимонт пътува до Тунис, за да се съгласи с Ромел дали или не трябва германците трябва да напуснат Северна Африка.
В началото на 1944 г. Варлимонт е повишен в генерал от артилерията. Като заместник-началник на Оперативния щаб на въоръжените сили той продължава да дава почти всекидневни брифинги на Хитлер за състоянието на германските военни операции.
Когато съюзниците нахлуват в Нормандия, Франция, Варлимонт позвънява на генерал Йодл, за да поиска германските танкове в Нормандия да бъдат освободени, за да атакуват съюзническите нашественици. Йодл отговаря, че не иска да вземе това решение, те ще трябва да чакат, докато Хитлер се събуди. Щом Хитлер се събужда и разрешава освобождаването на танковете за контраатака, вече е твърде късно, за да се преодолее успешното съюзническо нахлуване. На следващия ден Хитлер изпраща Варлимонт да провери германската защита в Италия.
На 20 юли 1944 г. Варлимонт е ранен по време на бомбеният атентат срещу Хитлер в сградата за брифинг в Растенбург. Той претърпява леко сътресение на мозъка. По-късно през деня той телефонира на маршал Гюнтер фон Клуге и го убеждава, че Хитлер е жив. Това кара Клуге да не продължи с преврата срещу Хитлер. Въпреки че Варлимонт е ранен покрай Хитлер, той е погрешно възприеман като вероятно замесен в антихитлерската конспирация. Независимо от това, той закъснява да получи специалната значка за раните си от 20 юли, която е присъдена само на няколкото ранени или убити при експлозията на 20 юли.
На 22 юли Варлимонт пътува във Франция, за да се срещне с Ромел (който е ранен седмица по-рано при атака със самолет на съюзниците) и военноморски помощник на Ромел, заместник-адмирал Фридрих Руге, за да обсъдят влошаващото се бойно поле в Нормандия.
Въпреки че Хитлер нарежда на Варлимонт да пътува до Париж на 1 август, за да изучи немската военна ситуация там с фон Клуге, Хитлер си мисли, че Варлимонт може и да е участвал в конспирацията, за неговото убийство. На 2 август Варлимонт се среща извън Париж с генерал Гюнтер Блумгрит и го посъветва, че Хитлер иска от германците да възвърнат атаката срещу съюзниците чрез операция Лютих.

## Съд
През октомври 1948 г. Варлимонт е съден пред военен трибунал на Съединените щати във Върховния командващ съдебен процес, част от последвалите Нюрнбергски процеси. Той е осъден на доживотен затвор, отчасти заради неговата отговорност за изготвянето на заповедта за юрисдикцията на Операция Барбароса, която позволява убийството на цивилни граждани под претекст за противодействие на партизанската дейност. Наказанието му е променено на 18 години през 1951 г. Той е освободен през 1954 г.
През 1962 г. Варлимонт пише „Вътре в централата на Хитлер 1939-1945“. Умира в Кройт, близо до Тегернзе.

## Личен живот
Варлимонт е син на Луис Варлимонт (1857-1923) и Анна Ринк (1860-1931). Родителите му идват от Юпен, днес част от немскоезичната област на Белгия, и мигрират към Оснабрюк. Баща му е книжник и антиквар.
Валтер Варлимонт се жени през 1927 г. за Анита фон Клейдорф (1899-1987).